# 西伊什珀明 (密歇根州)
西伊什珀明（英語：West Ishpeming）是位於美國密歇根州馬凱特縣伊什珀明鎮區及蒂爾登鎮區的一個普查規定居民點。

## 人口
根據2020年美國人口普查的數據，西伊什珀明的面積為7.78平方千米，當中陸地面積為7.66平方千米，而水域面積為0.12平方千米。當地共有人口2552人，而人口密度為每平方千米328.02人。